# 章仲山
章仲山（？—？），名甫，字仲山，以字行，自號無心道人，齋號千墨庵，江蘇無錫人。為繼明末清初蔣大鴻後的風水學學者，傳章氏為蔣大鴻代代口傳的真訣傳人。章氏的門人亦尊蔣氏為師祖。
章仲山乃無常派宗師，傳弟子有，子章雲穀、孫章其煥、徐嘉穀、陳陶生、柯遠峰、陶康吉、陳柳愚、錢荊山。

## 著作
- 《地理辨正直解》
- 《心眼指要》
- 《天元五歌闡義》
- 《玄空秘旨批注》
- 《陰陽二宅錄驗》
- 《二宅玄機》
- 《臨穴指南》
- 《抝馬祕訣》
- 《保墓良規》

在《抝馬祕訣》中錄有傳承資料：蔣傳姜，姜傳張，張抱道，不輕言，姚得之，大江口，歲乙卯，傳斯篇。
資料顯示章仲山是蔣大鴻嫡派真傳，由姜垚一脈傳到張右雷，再傳至姚赤電，於乙卯年傳到章仲山。